# Зірчаста клітина печінки
Зірчасті клітини печінки, також відомі як перисинусоїдальні клітини або клітини Іто (раніше ліпоцити або клітини, що накопичують жир), — це перицити, що знаходяться в перисинусоїдальному просторі печінки, також відомому як простір Діссе (невелика ділянка між синусоїдами та гепатоцитами). Зірчасті клітини є основним типом клітин, що залучені у патогенез фіброзу печінки, тобто утворенні рубцевої тканини у відповідь на пошкодження. Крім того, ці клітини зберігають і концентрують вітамін А.

## Структура
Зірчасті клітини печінки можна вибірково забарвлювати хлоридом золота, але їхньою відмінною рисою в звичайних гістологічних препаратах є наявність у цитоплазмі множинних ліпідних крапель. Було показано, що експресія цитоглобіну є специфічним маркером, за допомогою якого можна відрізнити зірчасті клітини печінки від портальних міофібробластів у пошкодженій печінці людини. У печінці гризунів (щурів, мишей) надійним маркером для їх розпізнавання є рилін. Експресія риліну збільшується після пошкодження печінки.

## Функція
У нормальній печінці зірчасті клітини описуються як клітини, що знаходяться у стані спокою. «Спокійні» зірчасті клітини становлять 5-8 % від загальної кількості клітин печінки. Кожна клітина має кілька довгих цитоплазматичних відростків, що відходять від тіла клітини та обвивають синусоїди. Ліпідні краплі в тілі клітини зберігають вітамін А у вигляді ретинілпальмітату. Зірчасті клітини печінки зберігають 50–80 % вітаміну А в організмі.
Функція та роль «спокійних» зірчастих клітин печінки незрозумілі. Нещодавні дані свідчать про їхню роль як резидентних антигенпрезентувальних клітин печінки, які презентують ліпідні антигени NKТ-клітинам та стимулюють їх проліферацію.
Коли печінка пошкоджена, зірчасті клітини можуть переходити в активований стан. «Активована» зірчаста клітина характеризується проліферацією, скоротливістю та хемотаксисом. Ця зміна розглядається як трансдиференціація, внаслідок якої клітини втрачають свою зірчасту форму та набувають форми міофібробластів. Такий стан зірчастої клітини є основним джерелом утворення позаклітинного матриксу при ураженні печінки. Ця властивість робить її ключовим фактором у патофізіології печінки. При ураженні печінки кількість накопиченого вітаміну А прогресивно зменшується. Активована зірчаста клітина, як і міофібробласт, також відповідає за секрецію компонентів позаклітинного матриксу, включаючи колаген, який може сприяти розвитку фіброзу та утворенню рубцевої тканини. Вважається, що продовження фіброзу відповідає за розвиток цирозу та раку печінки.
Дослідження також показали, що активація зірчастих клітин печінки in vivo агентами, що викликають фіброз печінки, може зрештою призвести до старіння цих клітин, що характеризується посиленням фарбування SA-β-галактозидазою, а також накопиченням p53 та активацією Rb — ознаками клітинного старіння. Було продемонстровано, що старіючі зірчасті клітини печінки обмежують фіброз печінки, активуючи взаємодію з NK-клітинами. Старіння зірчастих клітин печінки може запобігти прогресуванню фіброзу печінки. Це явище несе ризик порушення функції печінки і не було використано в лікувальних цілях.

## Історія
Клітини Іто були названі на честь Тошіо Іто, японського лікаря ХХ століття, який запровадив метод фарбування жиру для ідентифікації «клітин, що накопичують жир» печінки.